# Alcis trikotaria
Alcis trikotaria là một loài bướm đêm trong họ Geometridae.